# Publikation
En publikation är resultatet av i något sammanhang publicerat ljud, text och/eller (rörlig) bild för allmänheten. Vanliga publikationer är traditionellt sett tidningar och böcker, men hit hör även radio- och TV-program, samt olika slags webbplatser. Målgruppen för en del publikationer har även kommit att omfatta andra mer snäva grupperingar än allmänheten som helhet. 

## Publicering
Ordet publikation – alternativt publicering – används också om själva handlingen, utgivningen av ett alster.

## Pågående publicering
Publicister hänvisar ibland till begreppet "pågående publicering" som betyder ungefär "att faktauppgifter i artiklar är rörliga och att sanningen kommer att visa sig med tiden". Ibland används det för att förklara att uppgifter har publicerats innan fakta har kontrollerats. Den typen av publiceringar (på engelska kallade "an updating story") kan få allvarliga konsekvenser både för den som medierna granskar och för medierna själva, som då 16-åriga Nicholas Sandmann 2019 utmålades som rasist av medier som CNN, The Washington Post, och NBC.